# 妙深寺
妙深寺（みょうしんじ）は、横浜市神奈川区三ツ沢上町（市営三ツ沢墓地に隣接）にある本門佛立宗の寺院。

## 特徴的な活動

### 海外での活動
ブラジル、スリランカ、インド、ネパール、アメリカ、イタリア、シンガポール、韓国などで、布教活動のほか、大地震などの災害時に復興支援活動をおこなっている。
昭和32年（1957年）、初代住職の日博上人が本門佛立宗の全米（南北）布教総監として戦後初めてブラジルへ渡航。日博上人は「勝ち組・負け組」問題で対立していた日系人社会に鳩山一郎首相の書簡を届け、ブラジル各地の本門佛立宗の寺院や映画館などで講演会や上映会を実施した。「コーヒーの壺」と題された日博上人の講演や日本の風景を写した16ミリフィルムの映像が多くの人の感動を呼び、戦後の混乱の中に希望を与えたと言われる。
日博上人はブラジルに仏教を伝えた茨木日水上人の盟友としてその後もブラジルを支援し続け、昭和39年（1964年）にも再度ブラジルへ渡航。現在ブラジルには本門佛立宗の寺院が11ヶ寺建立されている。
第2代住職の松風院日爽上人もブラジルへ渡航し、布教活動を継続。日博上人の長男で現現在神奈川県大和市にある末寺法深寺の住職である清水泉洋はブラジルに6年間赴任し、各地の住職として現地で活動をおこなった。
現在の第3代住職もその流れを引き継ぎ、ブラジルのほかスリランカ、インド、ネパールなどでも活動を開始した。2004年にスリランカ、インド、2005年にアメリカ、2006年にイタリア、2007年にブラジル、シンガポール、韓国などを訪問するなど、海外での仏教再興と国際平和に努めている。
スマトラ沖地震津波災害の復興支援活動、フィリピンを襲った台風30号ヨランダの災害支援、ネパール大地震の復興支援活動などを実施した。

### 世代別活動
各世代ごとに教えを学び、活動を共にする7つの活動コミュニティーが存在する。薫化会（子ども会）、青年会、ボーイスカウト、ガールスカウト、壮年会、婦人会、松風会（敬老会）の7つのコミュニティーを「教養会（きょうようかい）」と呼ぶ。

### 冠婚葬祭
葬儀・先祖供養のほか、初参り、七五三、成人式、結婚式などを行っている。

### 100万人のクラシックライブ
｢普段着で気軽に聴けるクラシック｣「音楽は耳でなく全身で聴く」というコンセプトのもと、若手演奏家による小さな演奏会を全国各地で開催し、タイトルの通り、年間100万人にクラシックライブを届けようと活動している一般財団法人100万人のクラシックライブに賛同し、第二本堂内にて定期的にクラシックコンサートを開催している。

### 僧侶の無料相談
身体や心の病、人間関係、家庭問題、心霊現象、いじめ、先祖供養や葬儀などについて、僧侶による30分間の無料相談を受け付けている。ウェブサイトから申し込み可能。

### ボーズバー
妙深寺の僧侶がホスト役になり、普段は会議室や集会場として使われている「ガラスの間」をアレンジし、テーブルにキャンドルをあしらい、ピアノジャズをBGMにした本格的な雰囲気の中、毎月ひと晩だけ開店しているバー。平成17年から開店しており、「お坊さんと気軽に話ができる場」として好評を博している。申し込み不要、開催日はウェブサイトで案内されている。

### お寺でボーズヨガ
数か月に一度、「マグマスパスタジオ insea」のインストラクターによるヨガが本堂にて開催されている。前半30分はインストラクターの指導によるヨガを、後半30分は僧侶（ボーズ）による仏教的ヨガをおこなう。

### てらこや（学習塾）
地域の子どもに無料で勉強を教える「てらこや」（学習塾）を実施している。

### さくらまつり
町内観桜会。お寺の特徴でもあるライトアップされた満開の夜桜の下で、カラオケ、無料で各種屋台を用意し近隣の方との交流をおこなう。

## 歴史・沿革

### 草創期 〜 初代日博上人時代
昭和初頭、佛立講東京第二支部といわれた乗泉寺系の信徒が教化や移転により横浜地区に増加し、本英組・本朗組が設立され、乗泉寺から受持教務が派遣されるようになった。清水正深師（日博上人）も昭和七年に奉公を実施。
　その後、弘通はさらに展開し、横浜地区への親会場建立の声が高まり、昭和十八年、西区岡野町の住居を取得、待望の「神奈川妙証教会」が設立され、日博上人が初代住職として就任。当時の信徒数は一八〇戸。
　昭和二十年、戦争末期の横浜大空襲で市街中心地の大半を消失、当山も焼夷弾を被弾したが、必死の消火活動により、ボヤ程度で消失を免れる。四五〇戸までに増加した信徒も、疎開等で離散し、八〇戸に減少、終戦を迎える。
　終戦後の混乱の中、新しい時代の幕開けとともに助行などの大弘通運動を展開、信徒は再び四五〇戸に増加。昭和二十二年、「妙深寺」として寺号公称、内外二千余名の参詣を得て開筵式を挙行。以後、日博上人の厳しき中にも慈愛に満ちた指導により、分教区・分連合を繰り返しながら破竹の勢いで弘通が進展。
　昭和二十五年、信徒教養紙「一実」発行。戦後の物資のままならない状況ながら、信徒教養の書籍の不足により、全国の希望寺院に配布し、宗門紙的な役割も担い、その後十二年間に亘り発行。また、教養部活動にも力を入れ、薫化会、青年会の行事は、地域の子どもたちにも開かれたものだった。その後、青少年教育の一環としてボーイスカウト横浜第三十五団を設立。
　日博上人は、社会福祉事業にも数多く取り組み、昭和二十五年に児童養護施設「ゆりかご園」を開設。昭和二十六年からは「箱根療養所」へ慰問活動を実施。毎月のお講奉修、また年に一度の「大園遊会」は、外出のままならない患者さんや職員の何よりの楽しみとして、十年に亘り毎年開催。また、昭和三十七年には信者の有志を募り、マイクロバスを献納。
　昭和二十七年、戦争の混乱で音信の途絶えていたブラジルから日水上人が来寺。日博上人と大いに意気投合する。その折り、日水上人の要請を受け、開講百年記念奉公の一環として日博上人主導のもと宗門に海外弘通総局が開設し、昭和三十年、第一回ブラジル巡教が実施。日博上人は第十一世講有日颯上人の随伴として同行。お会式・お講・お助行・講演会などを通し、ブラジル弘通の基礎固めとなる多大な成果を上げる。このブラジル巡教を記念して、信徒増加著しい大和方面の信者のため、別院建立を発願、大和に土地を取得した。昭和三十九年に日博上人は第十五世講有日晨上人の随伴として、大病を押して第二回のブラジル巡教に同行。
　昭和三十三年、墓地納骨堂建立のため、現在の所在地となる三ツ沢に土地を取得。昭和三十九年、別院（回向堂）完成。
　昭和四十一年、妙深寺は二級寺院に昇格。その記念奉公として、この年、教化五百戸・助行三万回の誓願を成就。
　妙深寺の礎を築き、世界を股にかけて奉公をした日博上人は、「命をば妙法蓮華に奉り　カンナをかけてやりし日もあり」「ワッハッハよきも悪しきも今生は　まずはこれまであとは来世で」と豪傑な辞世の句を詠み、昭和四十二年五月四日、法寿六十二歳を以て遷化。一つの時代の節目を迎えた。

### 第二代　松風院日爽上人（長松清涼師）時代
日博上人の後継として、御講尊日晨上人の指導のもと、日博上人の息女の夫の長松清涼師（日爽上人）を住職代務として就任、昭和四十四年に正式に第二代住職となる。まだ二十代の若き住職のもと、妙深寺の新たな時代が始まった。
　清涼師は、日博上人の伝統を護り、さらに発展させるために、日博上人のご年回にあわせた中・長期の弘通計画を立て、教講一体となって弘通・奉公を努める。昭和四十四年日博上人御三回忌奉修、記念事業として戸塚別院を建立。また、現在も続く「妙深寺報」の発刊。信者みんなが心から楽しめる行事をと、大運動会を開催、以後京浜グループの一大イベントとして三十年に亘り毎年開催。昭和四十五年、ガールスカウト神奈川第24団発団。妙深寺の特色の一つでもある薫化会・青年会・ボーイスカウト・ガールスカウトの「教養四会」は、協力しながら青少年の育成に励んでいる。
　昭和四十七年、日博上人御七回忌の記念事業として三ツ沢に新本堂建立、移転。岡野町の旧本堂は信者みんなの手により解体された。翌四十八年には開筵式が挙行、二千四百名の参詣で賑わった。昭和五十一年、教養会館建立。ボーイスカウト・ガールスカウトなどの集会室にあわせ、「教務は寺内に住むべき」との先住の意向により、教務住宅が併設された。
　昭和五十四年、先住御十三回忌の記念事業として、大和別院新本堂が完成。昭和六十二年には、第二本堂（納骨堂を含む多目的会館）を建立。ガラス製の御本尊・御宝前は、洋式の結婚式も行えるようにとの日爽上人の意向で、「新時代の寺院」として新聞やテレビでも報道された。
　平成元年、町内の方との交流のため、第一回観桜会（さくらまつり）を開催。現在も春の町内会行事として広く認知され、毎年多くの賑わいを見せている。
　平成五年四月三日、日爽上人は、観桜会の準備中に自転車で崖から転落、脳挫傷から意識不明となった。この大変な事態に対し、信徒は一丸となって昼夜を分かたぬ不眠不休のお助行を実施、四十九日目となる五月二十一日、奇跡的に意識を回復し、その後、後遺症も全くなく奉公に復帰、現証の御利益を信者に顕した。その間、門祖会併せ日博上人御二十七回忌を無事奉修、秋の高祖会には、妙深寺創立五十周年記念式典が盛大に開催された。
　日博上人が作られた土台の上に、さらに様々な発案によって大きく妙深寺を発展させた日爽上人は、その奉公を後進に譲るように、平成十二年六月十四日、六十二歳にて遷化。

### 第三代住職へ
日爽上人ご遷化の後、日爽上人の子息、清潤師が第三代住職として就任。何より信者を大事にする日博上人からの伝統を受け継ぎつつ、妙深寺報の刷新、ホームページの開設、教化運動の一時廃止にあわせて菩薩心高揚のための「菩薩の誓い」運動の開始、感動あるお会式・お講奉修の改良、納金事務の改善、スリランカ・シンガポール・イタリア・ブラジル・インド・ネパールなどへの海外奉公、ウェブカメラを使った遠隔地お講の実施など、豊富な社会経験と揺るぎない信心に裏付けされた数々の奉公を打ち出し、信者に愛されるお寺、世間に開かれたお寺として、教講一体となって奉公に邁進している。

## 住職・僧侶

### 住職
住職は長松 清潤（本化院日桜）（ながまつ せいじゅん（ほんげいんにちおう））。昭和44年、京都市で誕生。
幕末維新の仏教改革者・長松清風より五代目、長松家宗主。本門佛立宗 由緒寺院京都長松寺、横浜妙深寺住職、長野本晨寺 前住職。
京都佛立ミュージアム館長。（財）佛立生活文化研究所 代表理事。（財）100万人のクラシックライブ理事。渋谷龍馬会特別顧問。日蓮聖人門下連合会理事。

### 僧侶
幅広い世代の20名前後の教務（僧侶）が在籍しており、信徒の先祖供養や葬儀のほか、身体や心の病、人間関係、家庭問題、心霊現象、いじめなどの相談に対応している。また、「僧侶の無料相談」を開設しており、信徒以外からの相談も無料で受け付けている。（相談時間：30分）

## アクセス
地下鉄「三ツ沢上町」より徒歩10分。バス停「中丸」または「神大寺入口」下車、徒歩5分。